# Cours des Trois-Cultures
Le cours des Trois-Cultures, est une voie de circulation de la ville de Colmar, en France.

## Situation et accès
Cette place publique est située dans le quartier centre.
On y accède par les des Marchands et Berthe-Molly.
Cette voie n'est pas desservie par les bus de la TRACE.